# Departamento de Transportes (Reino Unido)
Departamento de Transportes (em inglês: Department for Transport), ou DFT na sigla em inglês, é o órgão governamental responsável pela rede de transportes inglesa, escocesa, galesa e irlandesa. O serviço é dirigido pelo Secretário de Estado dos Transportes.